# Ulica Jana Pawła II w Siemianowicach Śląskich
Ulica Jana Pawła II – ulica w Siemianowicach Śląskich o długości około 700 metrów, położona w ścisłym centrum miasta, biegnąca równoleżnikowo od ulicy św. Barbary w kierunku placu Wolności, ulicy Śląskiej i dalej na zachód w kierunku skrzyżowania ulicą T. Kościuszki i J. Dąbrowskiego. Została ona wytyczona na przełomie XIX i XX wieku wraz z rozwojem urbanistycznym ówczesnych Siemianowic. Na początku XX wieku wzniesiono przy niej ratusz oraz gmach szpitala Spółki Brackiej (obecnie siedziba Centrum Leczenia Oparzeń). Przy ulicy znajduje się również szereg kamienic wpisanych do gminnej ewidencji zabytków.

## Charakterystyka i przebieg

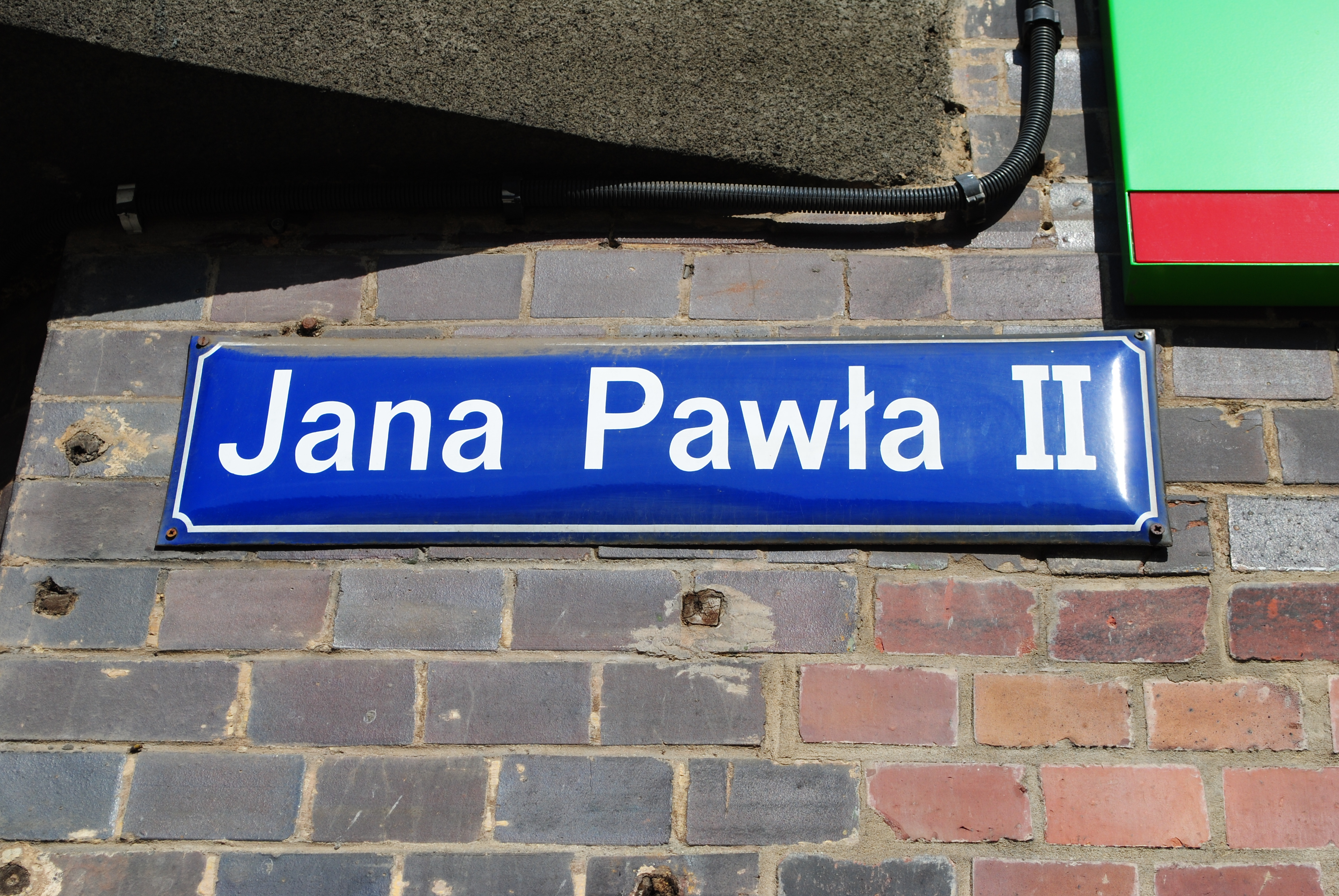
Tabliczka z nazwą ulicy

Ulica Jana Pawła II położona jest w środkowej części Siemianowic Śląskich i na całej swojej długości przebiega przez dzielnicę Centrum. Numeracja budynków położonych przy ulicy Jana Pawła II zaczyna się od wschodniej strony. Tam też ulica krzyżuje prostopadle się z ulicą św. Barbary, natomiast naprzeciwko z pieszym łącznikiem prowadzącym w kierunku ulicy 1 Maja. Ulica Jana Pawła II kieruje się w stronę zachodnią. Do skrzyżowania z ulicą Z. Krasińskiego ulica jest drogą jednokierunkową z kierunkiem jazdy na zachód. Do tego momentu krzyżuje się z dwoma ulicami: Szpitalną (po lewej stronie) oraz Krótką (po prawej stronie). Za skrzyżowaniem z ulicą Z. Krasińskiego ulica Jana Pawła II traci ciągłość – przechodzi ona przez plac Wolności. W dalszym śladzie jest już drogą dwukierunkową. Kończy się jako droga bez przejazdu, a za nią ciągnie się linia kolejowa nr 161. Na odcinku od Placu Wolności do końca ulica Jana Pawła II przecina następujące ulice: Śląską, K. Pułaskiego (obydwie po obydwu stronach) oraz na jednym skrzyżowaniu ulicę J. Dąbrowskiego (po lewej) i T. Kościuszki (po prawej). 
Ulica Jana Pawła II jest drogą gminną. W systemie TERYT widnieje ona pod numerem 07123. Łączna długość ulicy wynosi około 700 m. 
Ulicą nie kursują pojazdy transportu miejskiego, natomiast autobusy przecinają ją na skrzyżowaniu z ulicą Śląską. Przy niej tez znajduje się przystanek – Siemianowice Plac Wolności. Na nim zatrzymywało się w październiku 2021 roku łącznie 11 linii autobusowych. Na skrzyżowaniu ulic Jana Pawła II i Śląskiej znajduje się stacja rowerów miejskich systemu Siemianowickiego Roweru Miejskiego Nr 6003 Centrum I.
W 2014 roku przy ulicy Jana Pawła II mieszkało 451 osób. Wierni rzymskokatoliccy mieszkający przy ulicy Jana Pawła II przynależą do parafii Krzyża Świętego.

## Historia

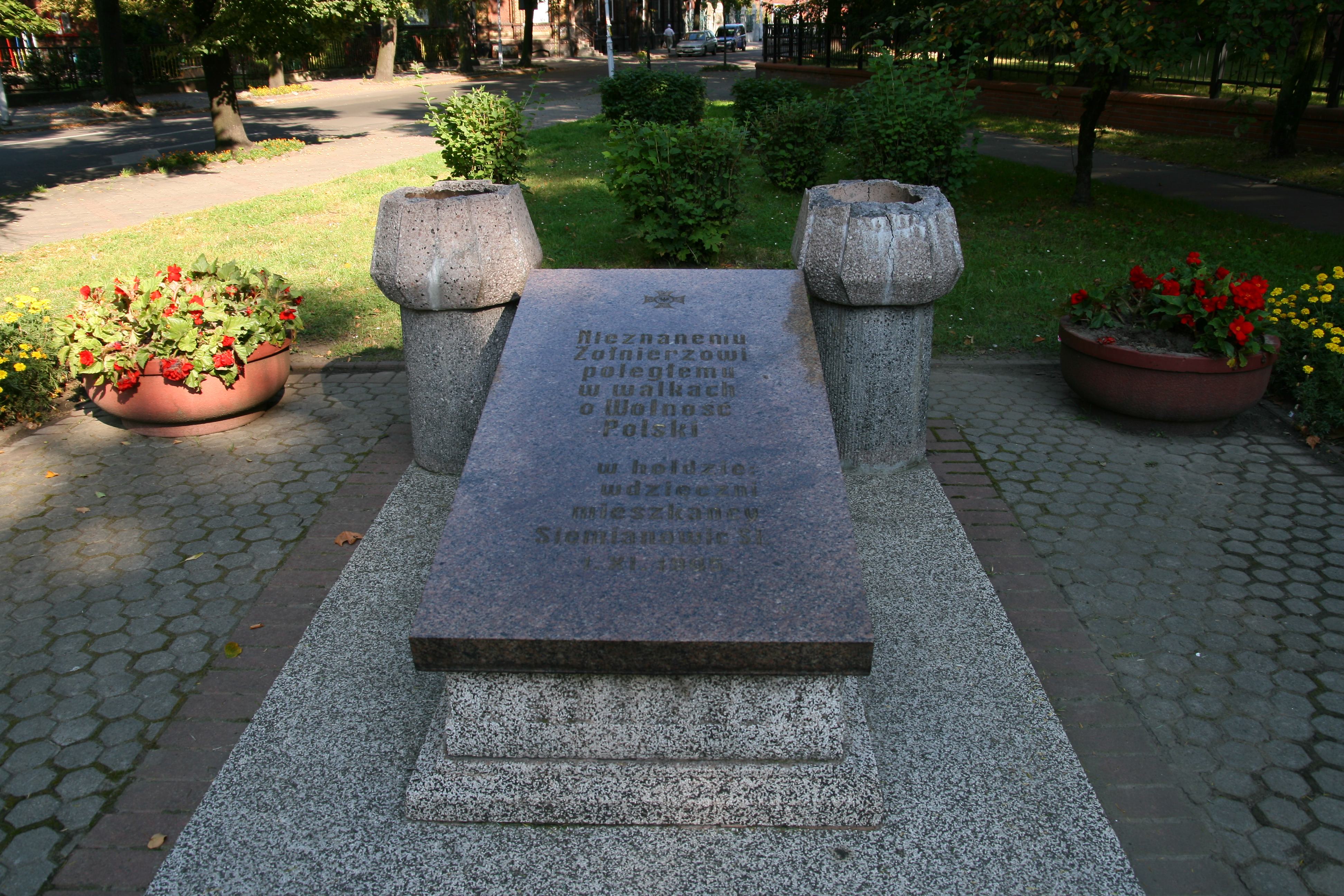
Grób Nieznanego Żołnierza na rogu ulic: Jana Pawła II i Z. Krasińskiego

Ulica Jana Pawła II według jednej z map została wytyczona przed 1883 rokiem – według niej istniał już odcinek współczesnej ulicy pomiędzy ulicą Z. Krasińskiego a ulicą św. Barbary. Według innej zaś mapy, wydanej w 1902 roku, ulica św. Jana Pawła II jeszcze nie istniała. Pierwotnie nazywała się ona Hohenzollernstrasse. W rejonie dzisiejszej ulicy Jana Pawła II powstał szpital Spółki Brackiej – funkcjonował jako system pawilonów otoczonych zielenią, powstałych w okresie lat 1868–1909. Do czasów obecnych przetrwał zabytkowy gmach oddany do użytku w 1909 roku.
W 1904 roku oddano do użytku gmach siemianowickiego ratusza, a w tym samym roku również secesyjną kamienicę pod obecnym numerem 4. W dwudziestoleciu międzywojennych ulica nosiła nazwę: ulica 3 Maja, zaś po II wojnie światowej drogę przemianowano na ulicę Władysława Hibnera. 
W dniu 11 listopada 1996 roku przy gmachu Komendy Miejskiej Policji w Siemianowicach Śląskich doszło do odsłonięcia odtworzonego pomnika upamiętniającego pomordowanych i poległych policjantów z siemianowickiego komisariatu.

## Obiekty historyczne i zabytki

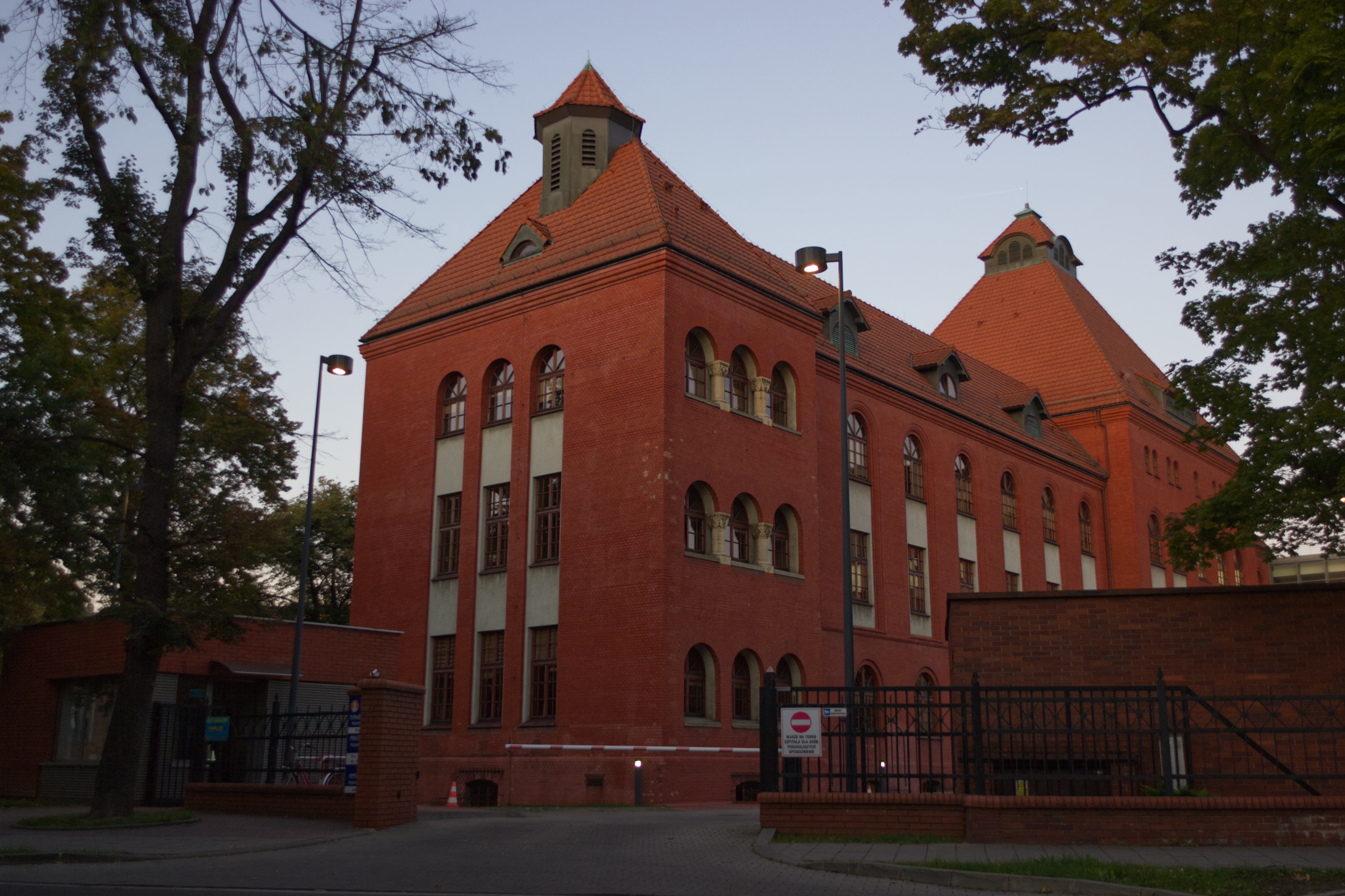
Gmach dawnego szpitala Spółki Brackiej (ul. Jana Pawła II 2)

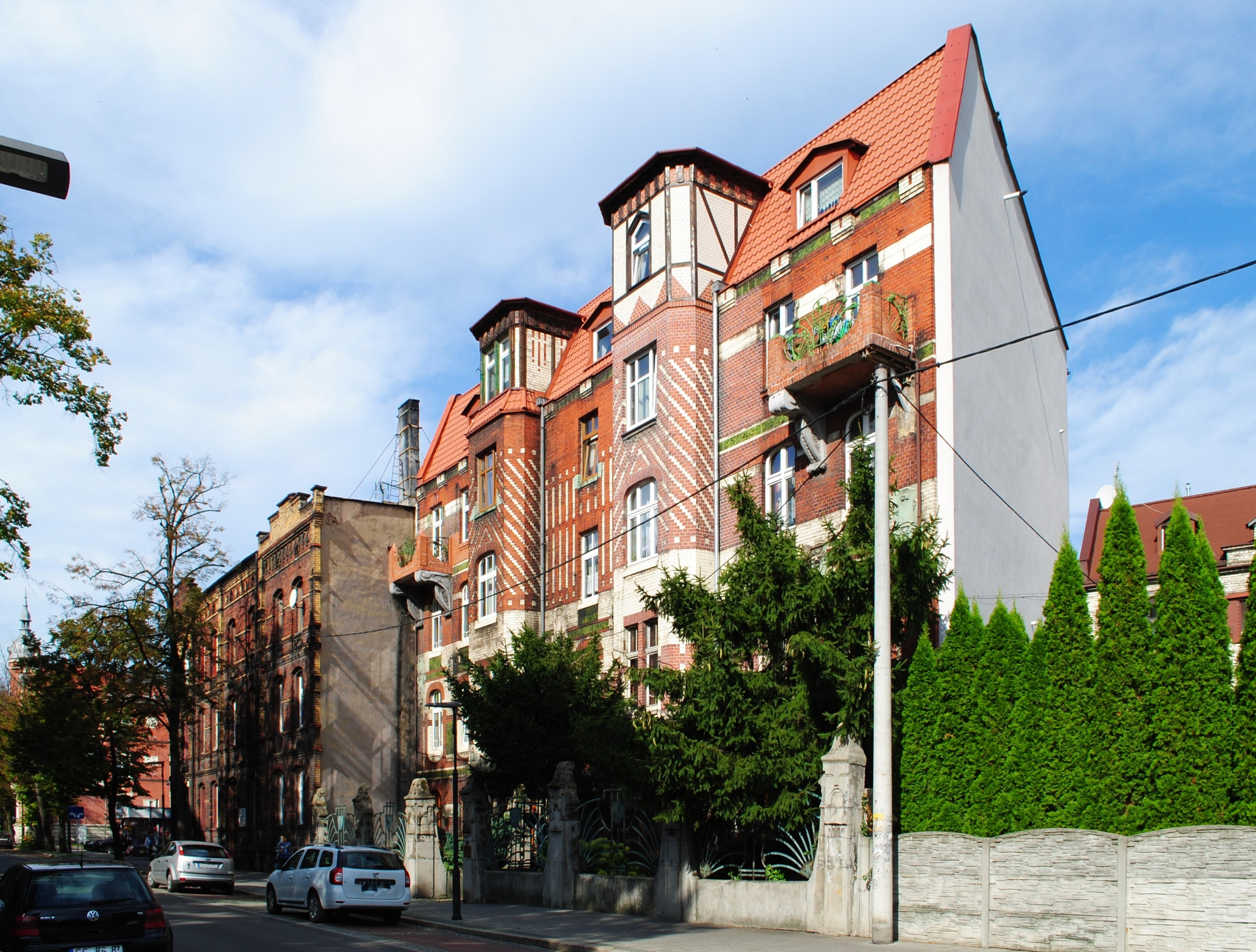
Secesyjna kamienica przy ulicy Jana Pawła II 4

- Budynek dawnego szpitala Spółki Brackiej – obecnie Centrum Leczenia Oparzeń (ul. Jana Pawła II 2[19] / ul. Śląska 15[20]) – gmach powstały w 1909 roku jako jeden z budynków zespół pawilonów szpitala Spółki Brackiej[14]; wpisany do rejestru zabytków 31 maja 1995 roku pod numerem A/1564/95[19],
- Kamienica (ul. Jana Pawła II 3)[21],
- Kamienica (ul. Jana Pawła II 3a)[21],
- Secesyjna kamienica (ul. Jana Pawła II 4[21]) – kamienica powstała w stylu secesyjnym w 1907 roku według projektu Johannesa Seifferta; jest to budynek czterokondygnacyjny z fasadą zbudowaną cegły licowanej na biało o czerwono, udekorowaną m.in. zielonymi, glazurowanymi płytkami oraz maszkaronami[16],
- Kamienica (ul. Jana Pawła II 5/5a)[21],
- Kamienica (ul. Jana Pawła II 6)[21],
- Kamienica (ul. Jana Pawła II 7)[21],
- Ratusz (ul. Jana Pawła II 10) – obecnie budynek Urzędu Miasta Siemianowice Śląskie, oddany do użytku w 1904 roku według projektu Johanessa Seifferta; rozbudowany w latach 1923–1925[15]; zbudowany jest w stylu eklektycznym z elementami neorenesansu oraz neobaroku[22]; gmach wpisany został do rejestru zabytków[15] w dniu 12 czerwca 1987 roku pod numerem A/1344/87[23],
- Kamienica (ul. Jana Pawła II 11)[21],
- Modernistyczna kamienica (ul. Jana Pawła II 12) – kamienica w stylu modernistycznym, powstała w 1930 roku według projektu Franza Schrödera; wśród elementów dekoracyjnych budynku znajduje się tu m.in. secesyjny witraż autorstwa G. Heinzla[24],
- Kamienica (ul. Jana Pawła II 13)[21].

Na skwerze przy skrzyżowaniu ul. Jana Pawła II i ul. Z. Krasińskiego znajduje się Grób Nieznanego Żołnierza, poświęcony symbolicznie żołnierzom poległym w walce o wolność Polski w czasie II wojny światowej, zaś przy budynku Komendy Miejskiej Policji w Siemianowicach Śląskich znajduje się odtworzony w 1996 roku pomnik pomordowanych i poległych policjantów województwa śląskiego z komisariatu w Siemianowicach Śląskich, których szczątki odnaleziono w Miednoje oraz poświęcony tym, którzy zginęli na Wschodzie w latach 1939–1940.

## Gospodarka i instytucje

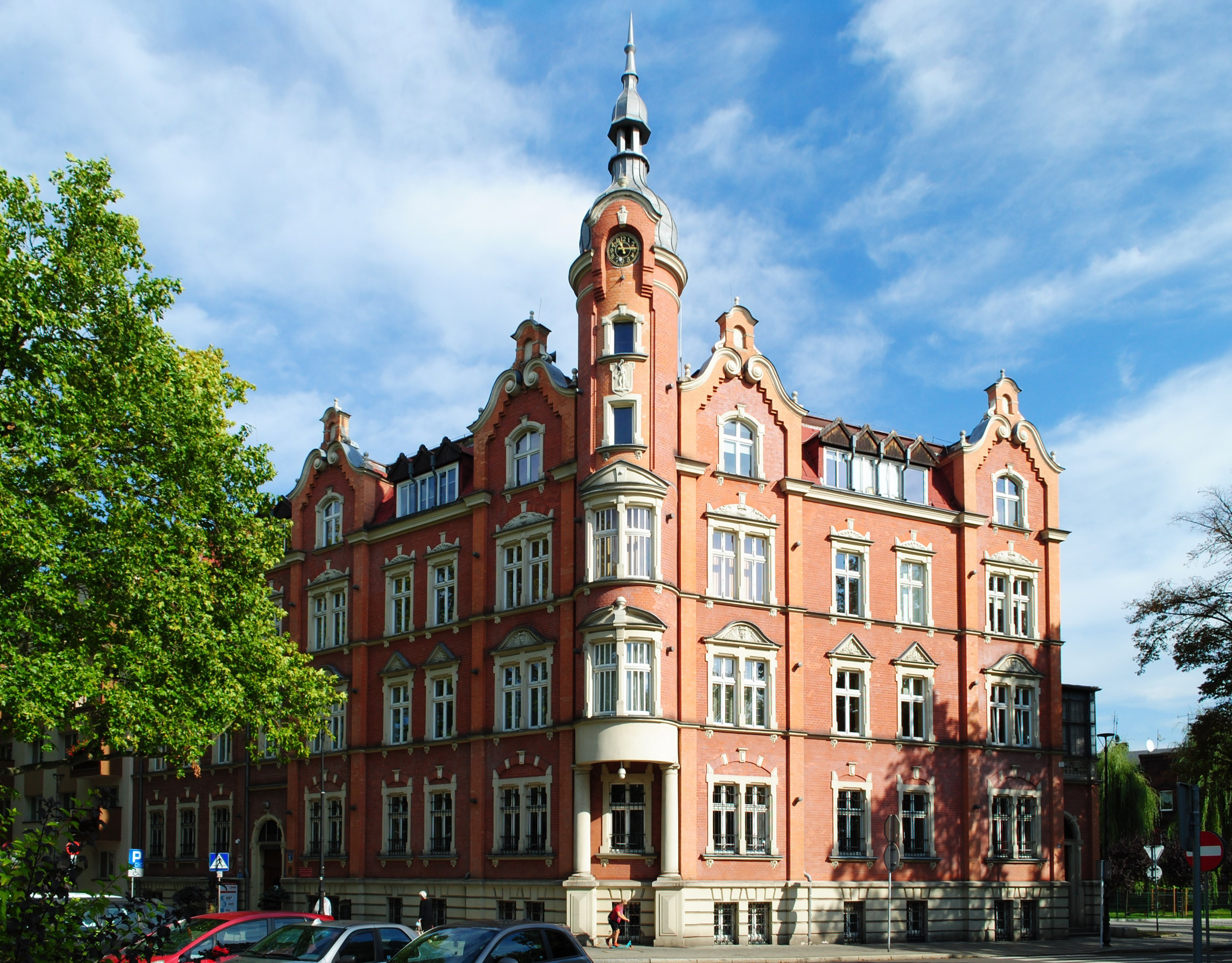
Siedziba Urzędu Miasta Siemianowice Śląskie w gmachu ratusza

W 2014 roku przy ulicy Jana Pawła II były zarejestrowanych 83 firmy. Do systemu REGON do połowy października 2021 roku zostało wpisanych łącznie 150 podmiotów zarejestrowanych przy ulicy Jana Pawła II. Pośród dalej funkcjonujących, według stanu z października 2021 roku przy ulicy działają takie placówki jak m.in.: placówki opieki zdrowotnej (ul. Jana Pawła II 1), kancelaria prawna (nr 11), biuro podróży (nr 11b), kancelaria adwokacka (nr 12), centrum mediacji (nr 16), przedsiębiorstwa budowlane, apteki, zakład fryzjerski, piekarnia, sklepy wielobranżowe oraz inne. 
Swoją siedzibę ma też kilka instytucji i placówek publicznych:
- Centrum Leczenia Oparzeń im. dr. Stanisława Sakiela w Siemianowicach Śląskich (ul. Jana Pawła II 2)[28],
- Przedszkole Nr 10 w Siemianowicach Śląskich (ul. Jana Pawła II 8)[29],
- Urząd Miasta Siemianowice Śląskie (ul. Jana Pawła II 10)[30],
- Komenda Miejska Policji w Siemianowicach Śląskich (ul. Jana Pawła II 16)[31].